# Pueblos originarios de Ciudad de México
Se conoce como pueblos originarios de Ciudad de México, a una serie de poblaciones cuya estructura social y política se mantiene desde hace siglos, estos pueblos son reconocidos y apoyados por el Gobierno de la Ciudad de México sobre la base de una serie de acciones llamadas Programa de Apoyo a Pueblos Originarios (PAPO), que son desarrolladas por medio de la Secretaría de Desarrollo Rural y Equidad para las Comunidades desde el año de 2007. Además, reciben apoyo directo del Consejo de Pueblos y Barrios Originarios de la Ciudad de México, creado en 2007 a través del Acuerdo de Creación del Consejo de Pueblos y Barrios Originarios de la Ciudad de México, publicado en la Gaceta Oficial de la Ciudad de México.

## Características
Los pueblos originarios son aquellas localidades que históricamente se desarrollaron de manera independiente a la Ciudad de México, pero que han sido absorbidas por ella, como consecuencia del crecimiento de la metrópoli. La mayor parte de estas comunidades tienen su origen en la época prehispánica, y fueron fundados por grupos de filiación otomangue —como los otomíes, y matlatzincas— y nahua. En la actualidad, la mayoría de los pueblos originarios poseen topónimos de origen náhuatl, aunque en muchos de ellos se hablaba otomí, mazahua y matlatzinca en el momento de la Conquista.
Es así como en el presente los pueblos originarios son considerados de ascendencia nahua, normalmente asociados a un territorio que han conservado desde los tiempos de la Conquista y que en varias ocasiones han sido defendidos por medio de documentos de origen colonial, tal como ocurrió en Cuajimalpa con el Códice Techialoyan de Cuajimalpa, estos pueblos a su vez mantienen a su interior un sistema de gobierno propio elegido por tradiciones y costumbres, las cuales en su mayoría provienen entre de épocas prehispánicas pero regularizadas con la Corona Española, sobre todo en las denominaciones y símbolos de los cargos, tales como Fiscal, Mayordomo y Sargento; mucho de esta perseverancia se debe a la influencia de la Iglesia católica, la cual para lograr una conversión pacífica adoptó muchas de las tradiciones y fiestas religiosas indígenas, como la fiesta de Día de Muertos que sincretizo con la de Día de Todos Los Santos y la Conmemoración de los Fieles Difuntos propias de Europa.

## Pueblos Originarios dentro de la Ciudad de México
La Secretaría de Desarrollo Rural y Equidad para las Comunidades del Gobierno de la Ciudad de México reconoce a 141 poblaciones capitalinas como pueblos originarios. Estas comunidades pueden participar en la convocatoria del Programa de Apoyo a los Pueblos Originarios que otorga financiamiento a proyectos ciudadanos de desarrollo comunitario propuestos por los vecinos de dichos pueblos.

Ubicación de los núcleos poblacionales. (clic para ampliar)

| Listado nominal completo de los Pueblos Originarios en Ciudad de México |                             |                            |                                    |                                    |                           |
|                                                                         |                             |                            |                                    |                                    |                           |
| Delegación                                                              | Población                   | Población                  | Población                          | Población                          |                           |
| Álvaro Obregón                                                          | San Bartolo Ameyalco        | Santa Fe**                 | Santa Lucía Xantepec (ó Chantepec) | Santa María Nonoalco               |                           |
|                                                                         | Santa Rosa Xochiac          | Tetelpan                   | Tizapan                            | San Ángel                          |                           |
| Azcapotzalco                                                            | San Andrés de las Salinas   | Huautla de las Salinas     | San Andrés Tetlalman               | San Bartolo Cahuacaltongo          |                           |
|                                                                         | San Francisco Xocotitla     | San Juan Tlihuaca          | San Marcos Ixquitlán               | San Martín Xochinahuac             |                           |
|                                                                         | San Pedro Xalpa             | San Sebastián****          | San Simón****                      | Santa Bárbara****                  |                           |
|                                                                         | Santa Catarina****          | Santa Cruz Acayucan        | Santa Lucía Tomatlán               | Santa María Maninalco              |                           |
|                                                                         | Santiago Ahuizotla          | Santo Domingo Huexotitlán  | Santo Tomás**                      | San Francisco Tetecala             |                           |
|                                                                         | San Miguel Amantla          |                            |                                    |                                    |                           |
| Benito Juárez                                                           | Actipan                     | Mixcoac                    | Nativitas**                        | San Juan Maninaltongo              |                           |
|                                                                         | San Simón Ticumac           | Santa Cruz Atoyac          | Xoco                               |                                    |                           |
| Coyoacán                                                                | Copilco                     | Coyoacán y sus Barrios     | La Candelaria**                    | Los Reyes**                        |                           |
|                                                                         | San Francisco Culhuacán     | San Pablo Tepetlapa        | Santa Úrsula Coapa                 |                                    |                           |
| Cuajimalpa de Morelos                                                   | San Pedro Cuajimalpa        | San Pablo Chimalpa         | San Lorenzo Acopilco               | San Mateo Tlaltenango              |                           |
| Cuauhtémoc                                                              | San Simón Tolnáhuac         |                            |                                    |                                    |                           |
| Gustavo A. Madero                                                       | Cuautepec de Madero         | Magdalena de las Salinas** | San Bartolo Atepehuacan            | San Juan de Aragón***              |                           |
|                                                                         | San Pedro Zacatenco         | Santa Isabel Tola          | Santiago Atepetlac                 | Santiago Atzacoalco                |                           |
|                                                                         | Ticomán                     |                            |                                    |                                    |                           |
| Iztacalco                                                               | Iztacalco                   | Santa Anita Zacatlalmanco  |                                    |                                    |                           |
| Iztapalapa                                                              | Pueblo Aculco               | Apatlaco                   | Pueblo Culhuacán                   | Iztapalapa y sus Barrios           |                           |
|                                                                         | Los Reyes Culhuacán         | La Magdalena Atlazolpa     | San Marcos Mexicaltzingo           | San Andrés Tetepilco               |                           |
|                                                                         | San Andrés Tomatlán         | San Juanico Nextipac       | San Lorenzo Tezonco                | San Lorenzo Xicoténcatl            |                           |
|                                                                         | San Sebastián Tecoloxtitlán | Santa Cruz Meyehualco      | Santa María Aztahuacán             | Santa María del Monte              |                           |
|                                                                         | Santa María Tomatlán        | Santa Martha Acatitla      | Santiago Acahualtepec              |                                    |                           |
|                                                                         | La Magdalena Contreras      | Magdalena Atlitic          | San Bernabé Ocotepec               | San Jerónimo Aculco                | San Nicolás Totolapan     |
|                                                                         | Miguel Hidalgo              | Popotla                    | San Lorenzo Tlaltenango            | Tacuba                             | Tacubaya                  |
|                                                                         | Milpa Alta                  | San Agustín Ohtenco        | San Antonio Tecómitl               | San Bartolomé Xicomulco            | San Francisco Tecoxpa     |
|                                                                         |                             | San Jerónimo Miacatlán     | San Juan Tepenáhuac                | San Lorenzo Tlacoyucan             | San Pablo Oztotepec       |
|                                                                         |                             | San Pedro Atocpan          | Santa Ana Tlacotenco               | Villa Milpa Alta                   | San Salvador Cuauhtenco   |
|                                                                         | Tláhuac                     | San Andrés Míxquic         | San Francisco Tlaltenco            | San Juan Ixtayopan                 | San Nicolás Tetelco       |
|                                                                         |                             | San Pedro Tláhuac          | Santa Catarina Yecahuízotl         | Santiago Zapotitlán                |                           |
|                                                                         | Tlalpan                     | La Asunción Chimalcóyoc    | Santa María Magdalena Petlacalco   | Parres El Guarda**                 | San Agustín de las Cuevas |
|                                                                         |                             | San Andrés Totoltepec      | San Lorenzo Huipulco               | San Miguel Ajusco                  | San Miguel Topilejo       |
|                                                                         |                             | San Miguel Xicalco         | San Pedro Mártir Texopalco         | Santa Úrsula Xitla                 | Santo Tomás Ajusco        |
|                                                                         | Venustiano Carranza         | Magdalena Mixiuhca         | Peñón de los Baños                 |                                    |                           |
|                                                                         | Xochimilco                  | San Andrés Ahuayucan       | San Francisco Tlalnepantla         | San Gregorio Atlapulco             | San Lorenzo Atemoaya      |
|                                                                         |                             | San Lucas Xochimanca**     | San Luis Tlaxialtemalco            | San Mateo Xalpa                    | Santa Cecilia Tepetlapa   |
|                                                                         |                             | Santa Cruz Acalpixca       | Santa Cruz Xochitepec              | Santa María Nativitas de Zacapan** | Santa María Tepepan       |
|                                                                         |                             | Santiago Tepalcatlalpan    | Santiago Tulyehualco               | Xochimilco y sus Barrios           |                           |

- [**] Fundado durante la Colonia
- [***] Fundado en el siglo XIX.
- [****] Barrio de la Villa de Azcapotzalco.

## Poblaciones no consideradas
Existen otras poblaciones cuya estructura social actual las descartó para ser considerados como pueblos originarios, debido a la alta inmigración que ha destruido sus formas de organización e identidad tradicional. En otro lado el rompimiento se dio desde la llegada de los inmigrantes, los cuales en no pocos casos se hicieron de sus propiedades por medio de la invasión pacífica o violenta, como ocurrió en el Pedregal de Santo Domingo en Coyoacán y que es una práctica aun usada por grupos políticos.
Esta situación es considerada la fuente del uso de la palabra chilango por parte de originales de la Ciudad de México para referirse a los inmigrantes molestos que tratan de destruir o aprovecharse de las tradiciones y prácticas de los pueblos originarios,[cita requerida] como fue el caso de la expropiación de terrenos al pueblo de San Mateo Tlaltenango en Cuajimalpa para infraestructura urbana, los cuales luego fueron dados como pago por la construcción del Puente de los Poetas a la constructora que durante varios años los había querido adquirir directamente del ejido.
Entre las comunidades históricas en Ciudad de México que no se consideran pueblos originarios se encuentran las siguientes:
- La Villa de Guadalupe: esta localidad tuvo categoría de villa la cual no fue considerada por la gran segmentación que ha sufrido, así como la desaparición de sus barrios por urbanizaciones modernas, lo que en sus mayoría ha cambiado su título de barrio a colonia, por ejemplo Barrio Centro por Colonia Gustavo A. Madero, además de ser confundida sobre todo por los inmigrantes recientes con la Basílica de Guadalupe e incluso con la delegación o municipio de Gustavo A. Madero de la cual fue cabecera.

- Santiago Tlatelolco: adquirió la categoría de ciudad en la época colonial, fue absorbida por el Conjunto Urbano Nonoalco Tlatelolco, con la cual es confundida habitualmente, sobre todo por los migrantes recientes.

- Tepito: por ser un barrio de la antigua ciudad de México-Tlatelolco no se le consideró como pueblo originario.

- San Juan Tenochtitlan: población con calidad de ciudad que fue rápidamente absorbida por la Ciudad de México, aunque se mantuvo bastante independiente hasta le desaparición de su ayuntamiento en 1812, todavía mantiene tradiciones comunitarias sobre todo religiosas, alrededor de la parroquia de San Juan.

- La Piedad: población con calidad de Villa la cual fue descartada al considerársele como parte de la Ciudad de México, a pesar de que su fundación es anterior a la de la Ciudad de México, su época de auge fue durante la Colonia cuando alrededor de la iglesia y convento de La Piedad se creó un mercado de artículos diversos para los peregrinos, haciéndolo muy similar al registrado en la La Villa de Guadalupe o Los Remedios.[8][9]

- San Lorenzo Tlacoquemécatl: localidad con calidad de pueblo el cual fue fraccionado en los años 50 del siglo XX por colonizadores, los cuales usaron la presión política para lograr desaparecer el ejido y dispersar a sus habitantes, e incluso hoy en día el atrio y plaza central del pueblo es considerada solo un parque de la ciudad incluso para las autoridades de la Delegación; algunos de los antiguos habitantes aun mantienen la tradición de la fiesta patronal, este pueblo fue fundado antes que la Ciudad de México.[10]

- Villa de Azcapotzalco: esta villa no fue totalmente ignorada, cuatro de sus barrios, Santo Tomás, San Sebastián, San Simón y San Andrés Tetlalman, fueron ingresados como pueblos separados.

- Pueblo de Chapultepec: desaparecido a finales del siglo XIX cuando se realizaron obras de embellecimiento en el Bosque de Chapultepec, fundado por los mexicas en el siglo XV, es usualmente confundido con San Miguel Chapultepec que es un barrio del Tacubaya.

- San Salvador Xochimanca: pueblo de la delegación Azcapotzalco el cual se considera desaparecido ya que sus terrenos se expropiaron para fraccionarse en terrenos industriales, los cuales actualmente están siendo usados para crear edificios habitacionales.

## Colonia o Barrio
En la nomenclatura actual es usual oír en México, llamar indistintamente a una población con calidad de pueblo, barrio de pueblo, villa e incluso ciudad, como Colonia, sobre todo en Ciudad de México, donde la proporción de habitantes con antecedentes de inmigración reciente o de un par de generaciones es muy alta con respecto a la de los que tienen tres o más generaciones viviendo en el territorio. 
Estos emigrantes recientes normalmente se asentaron en desarrollos y fraccionamientos regulares e irregulares –irregulares en su gran mayoría- los cuales se llamaron genéricamente Colonias, como sus habitantes normalmente hacían vida de colonos, ya que debían organizarse en grupos políticos llamados Consejos de Colonos con el fin de conseguir que las autoridades delegacionales les dotaran de los servicios básicos, como deslinde de terrenos, calles, agua potable, drenaje, energía eléctrica o transporte público, esto a cambio de su apoyo en cuestiones políticas.
Dos ejemplos de esto son La Villa de Guadalupe donde solo hoy dos de sus barrios tradicionales llevan el nombre de barrio, el otro San Pedro Cuajimalpa que estaba formado por cinco barrios, el central de estos era llamado oficialmente San Pedro, pero en el siglo XX de su séptima década se le llamó Colonia Cuajimalpa, en los ochenta Colonia Cuajimalpa Centro, en los noventa Centro, en la primera década del siglo XXI de nuevo Cuajimalpa Centro y  recientemente Pueblo Cuajimalpa (2010), lo que provoca en sus habitantes varios problemas con documentos legales que pueden presentar diferentes nombres. Esto mismo se ha presentado en varias partes de la delegación Cuajimalpa.